# Nicaragua ai XVII Giochi paralimpici estivi
Il Nicaragua ha partecipato ai XVII Giochi paralimpici estivi che si sono svolti a Parigi in Francia, dal 28 agosto all'8 settembre 2024, con una delegazione di un atleta uomo, che ha gareggiato in una disciplina.

## Atletica leggera
Fonte:
| Atleta                  | Evento                       | Finale    | Finale    |
| Atleta                  | Evento                       | Risultato | Posizione |
| ----------------------- | ---------------------------- | --------- | --------- |
| Carlos Alberto Castillo | 400 metri piani T38 maschili | 59"28     | 8°        |